# Kulturwissenschaft
Kulturwissenschaft (englisch Cultural studies) erforscht die materielle und symbolische Dimension von Kulturen. Sie vereinigt die kulturellen Aspekte von Anthropologie, Geschichts-, Kunst-, Musik-, Literatur-, Theater-, Film-, Medien-, Kommunikations-, Sport-, Spiel- und Sprachwissenschaft sowie Philosophie, Ethnologie etc. in unterschiedlichen Kombinationen und bildet somit eine schnittmengenreiche Schwesterdisziplin vieler Geisteswissenschaften. In Teilen beziehen sich Kulturwissenschaften auch auf Sozial-, Wirtschafts- und Humanwissenschaften. Die Kulturwissenschaften stellen somit einen stark interdisziplinär ausgerichteten Forschungsbereich dar.
Kulturwissenschaft wird in Deutschland je nach Institutionalisierung stärker als empirische Kulturwissenschaft (Ethnologie, Volkskunde) oder aber als historische Kulturwissenschaft (Kulturwissenschaft, Kulturgeschichte) gelehrt.

## Geschichte

### Anfänge
Kulturwissenschaft als eigenständige Disziplin entwickelte sich in Deutschland seit den 1920er-Jahren aus der Kulturphilosophie (Georg Simmel, Ernst Cassirer) und Kulturgeschichte, der historischen und philosophischen Anthropologie, Soziologie (Max Weber, Ferdinand Tönnies) und Kunstgeschichte (Aby Warburg).
Auf Betreiben der Nationalsozialisten wurde 1934 die zuvor ausschließlich der kunsthistorischen Forschung gewidmete, nach ihrer jüdischen Stifterin Henriette Hertz benannte, Bibliotheca Hertziana in Rom umbenannt in „Kaiser-Wilhelm-Institut für Kunst- und Kulturwissenschaft“, wobei nach dem Willen der Nationalsozialisten wichtigste Aufgabe der neuen kulturwissenschaftlichen Abteilung war, deutsche Kultur und „deutschen Geist“ im faschistischen Italien zu vermitteln.

### 1960er-Jahre
Seit den 1960er-Jahren hat die Kulturwissenschaft unter dem angelsächsischen Begriff „Cultural studies“ als fächerübergreifender Forschungsansatz, der die Bedeutung von Kultur als Alltagspraxis zu ergründen versucht, international an Bedeutung gewonnen. Stuart Hall sieht ihre Entstehung in engem Zusammenhang mit der der Neuen Linken (New Left) um 1956, die zuerst in Großbritannien vom sowjetischen Modell des Kommunismus und zugleich von der orthodoxen marxistischen Theorie mit ihrem deterministischen Modell von Basis und Überbau und ihrem Konzept des „falschen“ Bewusstseins Abstand nahm. Als Jamaikaner kritisierte Stuart Hall auch den Eurozentrismus der „alten“ Linken.
„Cultural studies“ wurden in den 1960er-Jahren von Vertretern der britischen Erwachsenenbildung und Literaturwissenschaftlern mit Interesse an Alltagskultur und auch im Zusammenhang mit der aufkommenden Popularkultur entwickelt. Sie betonten, auch in Anlehnung an die Frankfurter Schule, die Produktionsbedingungen von kulturellen Gütern und damit auch hegemonialen Bedeutungsmustern in Anlehnung an den Marxismus Louis Althussers und Antonio Gramscis.
Die Forschung fand vor allem im Umfeld des Centre for Contemporary Cultural Studies (CCCS) unter der Leitung von Stuart Hall statt. Weitere wichtige Vertreter sind Edward P. Thompson sowie Raymond Williams, der die frühen Grundlagen mit erarbeitete, Paul Willis und später die selbst von der Jugendsubkultur, besonders dem britischen Punk geprägten Dick Hebdige und Angela McRobbie.

### 1980er-Jahre bis heute
Mit den Forschungen von Pierre Bourdieu, aber auch John Fiske und der Verlagerung des Schwerpunkts der Forschung an US-amerikanische und kanadische Universitäten verschob sich der Fokus in den 1980er-Jahren. Produktion und Konsumtion werden nun theoretisch als gleichwertig betrachtet. In den Studien der 1980er- und 1990er-Jahre überwiegen jene, die die Aneignungspraktiken der Produkte in den Mittelpunkt stellen. Im Gegensatz zur Kulturkritik der Frankfurter Schule, in der die Konsumenten als von der Kulturindustrie betrogene und manipulierte Masse betrachtet werden, betonen die Cultural Studies stärker den kreativen Umgang der Konsumenten mit kulturellen Gegenständen. In den 1990er-Jahren wurde besonders das Thema Differenz ein Schwerpunkt der Cultural Studies. Spitzeninstitutionen, wie beispielsweise die in Gesundheitswissenschaften weltweit führende McGill University, begannen an eigenen Cultural Studies-Instituten erstmals breit auf dem Gebiet der Gendermedizin zu forschen.
Neuere Ansätze der „cultural studies“ zielen unter anderem darauf ab, jenseits von signifizierenden (signifying) Praktiken Kultur durch Affekte im Sinne von Gilles Deleuze zu rekonstruieren. Das Studium der Kultur wird zu einer Frage des Erfassens von Produktion, Mobilisierung und Affekt. Diese Bewegung geht mit einer Kritik am hegemonialen Verständnis von Politik einher und beschäftigt sich in Anschluss an Michel Foucault mit Fragen der Produktion des Alltagslebens durch Biopolitik. Hierzu gehört u. a. der Sport, da durch den Sportjournalismus eine Scheinwelt erzeugt wird, die dominierenden Gesellschaftsschichten hilft, Hegemonie zu erzeugen. Demnach bestehen einige Überschneidungen zu den Forschungen von Tom Holert und Mark Terkessidis zur Sichtbarkeit und Subjektivität im Neoliberalismus.
Auch in der Kriminologie lässt sich ein gewachsenes Interesse an einer gemeinsamen Artikulation von Kriminalität und Kultur feststellen. In der Tradition der klassischen Jugendkultur-Forschungen des Centre for Contemporary Cultural Studies (CCCS) oder Studien zu moralischen Paniken hat sich die sogenannte Cultural Criminology entwickelt. Im Zentrum der Fragestellung stehen, wie Jock Young es formulierte, Transgression und Rachsucht. Das Phänomen Kriminalität wird in diesem Sinne als Ausdruck der Alltagskultur verstanden und durch Sensibilitäten rekonstruiert.
In den 1990er Jahren drängten die durch die Globalisierung ausgelösten oder beschleunigten sozialen Prozesse in vielen Praxisfeldern (Migration, ethnische Konflikte, kulturelle Mehrfachzugehörigkeiten, Entkolonialisierung) auf Ausdifferenzierung weiterer neuer Analysekategorien.

## Kulturwissenschaften versus Geisteswissenschaften
Seit den 1980er-Jahren steht die Bezeichnung „Kulturwissenschaften“ zudem für eine neue Selbstbeschreibung eines Großteils der in der Tradition Wilhelm Diltheys in Deutschland „Geisteswissenschaften“ genannten Disziplinen.
Von den Kulturwissenschaften (im Plural), welche die Methode einzelner Geisteswissenschaften für die Untersuchung von Kultur behandeln, kann nach Hartmut Böhme die neuere Disziplin der Kulturwissenschaft als Disziplin unterschieden werden, welche zwar für die Untersuchung von Kultur auch auf die Ergebnisse der Einzelwissenschaften angewiesen ist, aber trotz allem versucht, durch Kulturreflexion und Kulturkritik übergreifende Zusammenhänge in den Blick zu bringen: „Dies unterscheidet die Kulturwissenschaft, jedenfalls in ihrer gegenwärtigen Phase, von den etablierten Geisteswissenschaften, die aufgrund ihrer hohen Spezialisierung den Kontakt zu jener Tradition weitgehend verloren haben, die Reinhart Koselleck (1973) als den für die Moderne charakteristischen Zusammenhang von ‚Kritik und Krise‘ beschrieben hat.“
Im Vergleich zu den Geisteswissenschaften kann die Kulturwissenschaft durch folgende Punkte unterschieden werden:
- Einerseits nimmt sie die Verdrängung der Geisteswissenschaften durch den Nationalsozialismus zurück, andererseits schließt sie nicht unmittelbar an die deutsche Tradition der Geisteswissenschaften an, sondern nimmt auch Ideen aus den Cultural studies und Humanities mit auf.
- Gegenstand ihrer Untersuchung ist nicht ausschließlich die sogenannte Hochkultur, sondern sie bezieht alle Bereiche kulturellen Lebens mit ein.
- Aufmerksamkeit widmet sie daher allen Massenmedien (also nicht mehr nur dem Buch), da Kultur in verschiedenen Medien geschieht.
- Damit spielt nicht mehr nur die schriftliche Überlieferung eine zentrale Rolle, sondern alle kulturellen bildlichen Formen, d. h. performative Akte, Körperfiguren, Rituale und Habitus.
- Als kulturelles Gedächtnis zählt somit nicht mehr nur das Geschriebene, sondern alle Verkörperungen und Einbettungen von Kultur, die sich für ihren Erhalt ständig neu aktualisieren und einschreiben müssen.
- Die Kulturwissenschaft untersucht die Wanderungsbewegung der kulturellen Formen und Symbole über historische und ethnische Grenzen hinweg, wodurch zugleich ein Eurozentrismus vermieden wird.
- Im Anschluss an die Kultursemiotik versteht sie Kultur als Symboluniversum und textualen Zusammenhang: Die Bedeutung einzelner kultureller Momente ergibt sich immer nur im Zusammenhang mit anderen Stellen dieses Textes, Kultur ist ein Text, in dem die Kulturwissenschaft liest, aus dem sie das kulturell Bedeutsame herausliest.

Typisch für die Kulturwissenschaften ist auch der Gebrauch von Begriffen wie Diskontinuität, Bruch oder Differenz anstelle der traditionellen „Kohärenzbegriffe“ wie Werk, Tradition, Geist, Mentalität oder Einfluss. Kennzeichnend sind der Umschlag von Analysegegenständen (Texte, Räume, Bilder, Rituale, Kulturvergleich usw.) zu Analysekategorien (Kultur als Text, spatial turn, iconic turn, performativer Ansatz, translational turn usw.) sowie eine Metaphorisierung der Analysekategorien.

## Internationaler Vergleich
Insbesondere in den USA und Kanada wird in „cultural studies“ eine interdisziplinäre Fächerkombination jener Schwerpunktdisziplinen festgelegt, in denen eine wissenschaftliche Einrichtung forscht bzw. lehrt. Sogar innerhalb eines Forschungsgebietes können aufgrund der jeweiligen wissenschaftlichen Fragestellung unterschiedliche Kombinationen festgelegt sein. So wurde an der McGill-Universität ein interdisziplinäres „cultural studies“-Studium mit dem Forschungsbereich Gendermedizin und den Fächern Anthropologie, Psychologie, Kommunikationswissenschaft, Soziologie und Medizingeschichte eingerichtet. An anderen angloamerikanischen Universitäten und Forschungseinrichtungen mit beispielsweise politischen Schwerpunkten verstehen sich „cultural studies“ wiederum als dezidiert politische Wissenschaft oder auch als „Alternativ-Disziplin“, als entschiedene Parteigängerin der Popularkultur oder von Minderheitenkulturen.
Demgegenüber untersuchen die meisten Vertreter der deutschen Kulturwissenschaft auch politikfreie Wissensgebiete, was in der Geschichte der deutschen Kulturwissenschaft begründet ist. So werden an der Fernuniversität in Hagen im Bachelorprogramm Kulturwissenschaften Geschichte, Literaturwissenschaft und Philosophie mit Betonung der handwerklich-philologischen Aspekte gelehrt.
In Frankreich blieb die Kulturwissenschaft stets eng mit der Soziologie verbunden.
Die russische „Kulturologie“ basiert hauptsächlich auf der Semiotik, wobei hier hauptsächlich die Tartuer (Juri Lotman) und Moskauer Schulen (Boris Uspenski) zu erwähnen sind. Michail Bachtin gehört zu ihren Vorläufern.

## Kritik
Friedrich Kittler kritisiert die „wunderbar vorgespielte, aber desto verlogenere wissenschaftliche Unschuld“ der Kulturwissenschaft, vor allem aber der angelsächsischen cultural studies. Statt sich im Standpunkt eines allem enthobenen Beobachters zu vermuten, fordert Kittler stattdessen „unsere eigene Wissenschaft“ als Sachverhalt „mit dessen eigenen Mitteln anzugehen.“ Indem er die Entstehung von Kulturwissenschaft und cultural studies historisiert, betont Kittler, dass auch die cultural studies nicht weltanschaulich neutral sind, sondern sich selbst als eine Form der gelebten Kultur erweisen.

„Vor allem hat jede Theorie, die einer sogenannten Gesellschaft (und sei es zu deren sogenannter Verbesserung) dient, über ihre Grundbegriffe schon vorentschieden. Sie hält jene Leere nicht aus und offen, in deren dunklem Raum es im Gegensatz zu einer allgegenwärtigen fable convenue nie ausgemacht sein kann, daß es den Rausch und die Götter, die Tragödie und den Himmel nie und nimmer gibt. Keine Menschen, keine Gesellschaften befinden darüber, ob und wann im Geschenk des Gusses zumal Erde und Himmel, die Göttlichen und die Sterblichen weilen.“

Kittler hält hier dem sich neutral gebenden Wissenschaftsbetrieb zum Vergleich eine alternative Welt entgegen, wie er sie in Nietzsches Geburt der Tragödie und in Heideggers Spätphilosophie des Gevierts findet. Weder weltanschauliche Neutralität noch ein absoluter Standpunkt lassen sich für Kittler durch den Forscher herstellen, sondern werden durch die mediengeschichtliche Dynamik bestimmt, die sich der Verfügbarkeit des Menschen entzieht. Diese Erkenntnis auf sich selbst anzuwenden fordert Kittler von den cultural studies und der Kulturwissenschaft.
In die entgegengesetzte Richtung zielt die konkrete methodische Kritik, wonach sich durch die Konzentration der Kulturwissenschaften auf aktuelle Diskussionsfelder wie Identität, Popularkultur, Globalisierung oder Dekolonisierung der bewährte, bei der Untersuchung der einzelnen Kulturobjekte angewandte Methodenkanon der disziplinären Geisteswissenschaften „zunehmend verflacht und in Vergessenheit geraten“ ist. Die Kulturwissenschaften seien in „Sackgassen durch Jargonbildung“ geraten. Begriffe wie Interkulturalität machten „ein ganzes Fass von Assoziationsmöglichkeiten auf“ und verstärkten den Eindruck von „Vagheit und Konturenlosigkeit kulturwissenschaftlicher Forschungen“. Als ein Ausweg wird diskutiert, das Studium einer sich als interdisziplinär verstehenden Kulturwissenschaft erst nach einer soliden disziplinären Ausbildung zu beginnen, was der Wissenschaftsrat in seinen Empfehlungen zu Lage der Geisteswissenschaften in Deutschland im Jahr 2006 vorschlug; eine andere Lösung wäre die Anreicherung der Einzeldisziplinen mit kulturwissenschaftlich-interdisziplinären Aspekten von Beginn an. Auch habe das postmoderne Aufweichen einer Gesellschaftsanalyse zugunsten der Orientierung auf die Welt der Zeichen in den Eklektizismus geführt. Die neuen kulturtheoretischen Ansätze besitzen nicht mehr die Festigkeit und Kohärenz der alten Sozialtheorien wie etwa des Strukturfunktionalismus oder des Marxismus. Es handle sich vielmehr um approaches, nicht um Paradigmen im Sinne Thomas S. Kuhns, da es in den Kulturwissenschaften keine wissenschaftliche Community mehr gebe, die einen Theoriekern teilt. Die experimentellen kulturwissenschaftlichen Theorieansätze seien keinesfalls unumkehrbar; immer wieder würde auf ältere Konzepte zurückgegriffen.
Auch Mieke Bal, die den kritischen Impetus der Cultural Studies teilt, kritisiert ihre einseitige Parteinahme für die moderne Populärkultur sowie ihre mangelnde methodische Stringenz, die sich im Fehlen einer verbindlichen Methodik ebenso wie einer Theorie der Inter- bzw. Transdisziplinarität zeige. Sie laufe Gefahr, die Intersubjektivität dem politischen Engagement für Minderheiten unterzuordnen; ihre politischen und ethischen Ziele blieben ungeklärt. Angesichts der schillernden Bedeutungsvielfalt des Kulturbegriffs gibt Wolfgang Müller-Funk dem Begriff der Kulturtheorie den Vorzug vor dem der Cultural Studies im Sinne einer „Kulturanalyse“ und besteht auf einer theoretischen Fundierung, um den Anschein einer „fröhlichen Wissenschaft“ ohne Methodenzwang im Sinne Paul Feyerabends zu vermeiden.
Julia Reuter und Diana Lengersdorf konstatieren eine antidisziplinäre und antiakademische Haltung der Cultural Studies.
Lutz Musner kritisiert die mangelnde Rückbindung der Kulturwissenschaften an das soziale Geschehen, wie er sie in seiner Studien über die Kultur der Stadt Wien und die daran geknüpften exemplarisch vorführte, sowie die überhitzte Konjunktur und den selbstkritiklosen „Wandel von Theoriemoden“. Doch lebt die totgesagte materiell-ökonomische Analyse immer wieder auf wie in Fredric Jamesons Rede von der Postmoderne als der cultural logic of late capitalism.

## Studienorte
Zahlreiche Universitäten in Deutschland bieten Studiengänge zu Kulturwissenschaften an.